# Oedosmylus brevis
Oedosmylus brevis is een insect uit de familie watergaasvliegen (Osmylidae), die tot de orde netvleugeligen (Neuroptera) behoort. 
Oedosmylus brevis is voor het eerst wetenschappelijk beschreven door New in 1990. De soort komt voor in het oosten van Australië.